# Mymar maritimum
Mymar maritimum är en stekelart som beskrevs av Triapitsyn och Vladimir V. Berezovskiy 2001. Mymar maritimum ingår i släktet Mymar och familjen dvärgsteklar. Inga underarter finns listade i Catalogue of Life.